# Liste der Kulturdenkmale in Blankenheim (Landkreis Mansfeld-Südharz)
In der Liste der Kulturdenkmale in Blankenheim sind alle  Kulturdenkmale der Gemeinde Blankenheim und ihrer Ortsteile aufgelistet. Grundlage ist das Denkmalverzeichnis des Landes Sachsen-Anhalt, das auf Basis des Denkmalschutzgesetzes des Landes Sachsen-Anhalt vom 21. Oktober 1991 durch das Landesamt für Denkmalpflege und Archäologie Sachsen-Anhalt erstellt und seither laufend ergänzt wurde (Stand: 25. Februar 2015).

## Kulturdenkmale nach Ortsteilen

### Blankenheim
| Lage                                                                 | Bezeichnung    | Beschreibung                                       | Erfassungs- nummer | Ausweisungsart | Bild           |
| -------------------------------------------------------------------- | -------------- | -------------------------------------------------- | ------------------ | -------------- | -------------- |
| Am Kreuzstein – am nördlichen Rand des Sportplatzes (Karte)          | Gedenkstein    |                                                    | 094 84496          | Kleindenkmal   | BW             |
| Bahnlinie Halle-Kassel, südöstlich der Ortslage (Karte)              | Tunnel         | Blankenheimer Tunnel                               | 094 84504          | Baudenkmal     | Weitere Bilder |
| August-Bebel-Straße (Karte)                                          | Kriegerdenkmal |                                                    | 094 84497          | Baudenkmal     | Kriegerdenkmal |
| Bahnhofstraße (Karte)                                                | Bahnhof        | nicht mehr vorhanden, das Denkmal wurde abgerissen | 094 84498          | Baudenkmal     | Weitere Bilder |
| Ernst-Thälmann-Straße (Karte)                                        | Kirche         | St. Lamberti                                       | 094 84500          | Baudenkmal     | Weitere Bilder |
| Ernst-Thälmann-Straße (Karte)                                        | Pfarrhof       |                                                    | 094 84501          | Baudenkmal     | BW             |
| Hauptstraße 276 ca. 2,5 km westlich der Ortslage im Talgrund (Karte) | Mühle          | Obermühle                                          | 094 84502          | Baudenkmal     | Mühle          |
| Thomas-Müntzer-Straße (Karte)                                        | Brunnen        | Krapaten-Brunnen                                   | 094 84503          | Baudenkmal     | BW             |
| Hauptstraße (Karte)                                                  | Meilenstein    |                                                    |                    | Kleindenkmal   | Weitere Bilder |

### Klosterrode
| Lage                                      | Bezeichnung | Beschreibung | Erfassungs- nummer | Ausweisungsart | Bild           |
| ----------------------------------------- | ----------- | ------------ | ------------------ | -------------- | -------------- |
| Dorfstraße 9, 23 (Karte)                  | Bauernhof   |              | 094 84490          | Baudenkmal     | Bauernhof      |
| Dorfstraße 19, 20, 26, 27, 30, 32 (Karte) | Gutshof     |              | 094 84493          | Denkmalbereich | Weitere Bilder |
| Dorfstraße 24 (Karte)                     | Bauernhof   |              | 094 84491          | Baudenkmal     | Bauernhof      |
| Dorfstraße 30 (Karte)                     | Gutshaus    |              | 094 84492          | Baudenkmal     | Weitere Bilder |
| Dorfstraße 43 (Karte)                     | Wegweiser   |              | 094 84494          | Kleindenkmal   | BW             |

## Legende
In den Spalten befinden sich folgende Informationen:
- Lage: Nennt den Straßennamen und wenn vorhanden die Hausnummer des Kulturdenkmals. Die Grundsortierung der Liste erfolgt nach dieser Adresse. Der Link „Karte“ führt zu verschiedenen Kartendarstellungen und nennt die geographischen Koordinaten.
Link zu einem Kartenansichtstool, um Koordinaten zu setzen. In der Kartenansicht sind Baudenkmale ohne Koordinaten mit einem roten bzw. orangen Marker dargestellt und können in der Karte gesetzt werden. Baudenkmale ohne Bild sind mit einem blauen bzw. roten Marker gekennzeichnet, Baudenkmale mit Bild mit einem grünen bzw. orangen Marker.
- Offizielle Bezeichnung: Nennt den Namen, die Bezeichnung oder zumindest die Art des Kulturdenkmals und verlinkt, soweit vorhanden, auf den Artikel zum Objekt.
- Beschreibung: Nennt bauliche und geschichtliche Einzelheiten des Kulturdenkmals, vorzugsweise die Denkmaleigenschaften.
- Erfassungsnummer: Für jedes Kulturdenkmal wird in Sachsen-Anhalt eine 20stellige Erfassungsnummer vergeben. Die letzten zwölf Ziffern werden für die Untergliederung nach Teilobjekten genutzt und werden nur angegeben, soweit vergeben. In dieser Spalte kann sich folgendes Icon  befinden, dies führt zu Angaben zu diesem Baudenkmal bei Wikidata.
- Ausweisungsart: Die Einordnung des Denkmales nach § 2 Abs. 2 DenkmSchG LSA
- Bild: Ein Bild des Denkmales, und gegebenenfalls einen Link zu weiteren Fotos des Kulturdenkmals im Medienarchiv Wikimedia Commons. Wenn man auf das Kamerasymbol klickt, können Fotos zu Kulturdenkmalen aus dieser Liste hochgeladen werden: